# 格林布什鎮區 (密歇根州阿爾科納縣)
格林布什鎮區（英語：Greenbush Township）是位於美國密歇根州阿爾科納縣的一個行政鎮區。

## 地方資料
格林布什鎮區的面積為67.70平方千米，當中陸地面積為64.50平方千米，而水域面積為3.20平方千米。根據2010年美國人口普查的數據，當地共有人口1270人，而人口密度為每平方千米18.76人。